# Kappel am Krappfeld
Kappel am Krappfeld – gmina w Austrii, w kraju związkowym Karyntia, w powiecie Sankt Veit an der Glan. Według Austriackiego Urzędu Statystycznego liczyła 1968 mieszkańców (1 stycznia 2015).

## Współpraca
Miejscowość partnerska:
- Jois, Burgenland